# Canton de Bièvres
Pour les articles homonymes, voir Bièvres.
Le canton de Bièvres est une ancienne division administrative et une circonscription électorale française située dans le département de l’Essonne et la région Île-de-France.

## Géographie

### Situation
| Type d’occupation           | Pourcentage | Superficie (en hectares) |
| --------------------------- | ----------- | ------------------------ |
| Espace urbain construit     | 21,4 %      | 995,07                   |
| Espace urbain non construit | 10,7 %      | 495,89                   |
| Espace rural                | 67,9 %      | 3 156,28                 |
| Source : Iaurif             |             |                          |

Le canton de Bièvres était organisé autour de la commune de Bièvres dans l’arrondissement de Palaiseau. Son altitude variait entre cinquante-deux mètres à Verrières-le-Buisson et cent soixante-dix huit mètres à Bièvres, pour une altitude moyenne de cent vingt-deux mètres.

### Composition
Le canton de Bièvres comptait six communes :
| Communes             | Population (2012) | Code postal | Code Insee  |
| -------------------- | ----------------- | ----------- | ----------- |
| Bièvres              | 4 643 hab.        | 91570       | 91 3 03 064 |
| Saclay               | 3 241 hab.        | 91400       | 91 3 03 534 |
| Saint-Aubin          | 690 hab.          | 91190       | 91 3 03 538 |
| Vauhallan            | 1 985 hab.        | 91430       | 91 3 03 635 |
| Verrières-le-Buisson | 15 418 hab.       | 91370       | 91 3 03 645 |
| Villiers-le-Bâcle    | 1 204 hab.        | 91190       | 91 3 03 679 |

### Démographie
| 1968   | 1975   | 1982   | 1990   | 1999   | 2006   | 2011   | 2012   |
| ------ | ------ | ------ | ------ | ------ | ------ | ------ | ------ |
| 17 355 | 19 804 | 22 237 | 26 297 | 26 685 | 27 655 | 27 330 | 27 582 |

### Pyramide des âges
| Hommes | Classe d’âge | Femmes |
| ------ | ------------ | ------ |
| 0,4    | 90 ans ou +  | 1,2    |
| 6,3    | 75 à 89 ans  | 9,0    |
| 13,2   | 60 à 74 ans  | 14,0   |
| 22,9   | 45 à 59 ans  | 22,6   |
| 18,4   | 30 à 44 ans  | 18,7   |
| 19,0   | 15 à 29 ans  | 15,7   |
| 19,7   | 0 à 14 ans   | 18,9   |

| Hommes | Classe d’âge | Femmes |
| ------ | ------------ | ------ |
| 0,3    | 90 ans ou +  | 0,8    |
| 4,4    | 75 à 89 ans  | 6,7    |
| 11,3   | 60 à 74 ans  | 11,9   |
| 19,9   | 45 à 59 ans  | 20,0   |
| 21,9   | 30 à 44 ans  | 21,4   |
| 20,6   | 15 à 29 ans  | 19,2   |
| 21,7   | 0 à 14 ans   | 20,0   |

## Historique
Le canton de Bièvres fut créé par le décret no 67-589 du 20 juillet 1967, il regroupait à l’époque les communes de Bièvres, Châteaufort, Saclay, Saint-Aubin, Toussus-le-Noble, Vauhallan, Verrières-le-Buisson et Villiers-le-Bâcle. Un nouveau décret ministériel du 28 novembre 1969 lui soustrait les communes de Châteaufort et Toussus-le-Noble qui rejoignent le département des Yvelines.

## Représentation

### Conseillers généraux du canton de Bièvres
| Période | Période | Identité          | Étiquette    | Qualité                                                                                             |
| ------- | ------- | ----------------- | ------------ | --------------------------------------------------------------------------------------------------- |
| 1967    | 1988    | Jean Simonin      | UDR puis RPR | Ingénieur retraité Sénateur (1986-1993) Maire de Verrières-le-Buisson, président du conseil général |
| 1988    | 2001    | Bernard Mantienne | DVD puis UC  | Cadre administratif Maire de Verrières-le-Buisson Suppléant du député Michel Pelchat                |
| 2001    | 2015    | Thomas Joly       | DVD          | Maire de Verrières-le-Buisson (2013-2019)                                                           |

### Résultats électoraux
Élections cantonales, résultats des deuxièmes tours :
- Élections cantonales de 1994 : 50,82 % pour Bernard Mantienne (DVD) élu au premier tour, 17,69 % pour M. Perrier (PS), 55,80 % de participation[7].
- Élections cantonales de 2001 : 60,68 % pour Thomas Joly (DVD), 39,32 % pour Marie-Pierre Digard (Les Verts), 50,53 % de participation[8].
- Élections cantonales de 2008 : 55,37 % pour Thomas Joly (DVD) élu au premier tour, 26,89 % pour Pierre Guyard (PS), 61,82 % de participation[9].

## Économie

### Emplois, revenus et niveau de vie
| Répartition des emplois par catégories socioprofessionnelles en 2006. |              |                                           |                                                   |                            |                          |                           |
|                                                                       | Agriculteurs | Artisans, commerçants, chefs d’entreprise | Cadres et professions intellectuelles supérieures | Professions intermédiaires | Employés                 | Ouvriers                  |
| Canton de Bièvres                                                     | 0,2 %        | 3,5 %                                     | 30,8 %                                            | 27,9 %                     | 21,7 %                   | 15,8 %                    |
| Département de l’Essonne                                              | 0,2 %        | 4,5 %                                     | 22,1 %                                            | 27,7 %                     | 27,6 %                   | 17,9 %                    |
| Moyenne nationale                                                     | 2,2 %        | 6,0 %                                     | 15,4 %                                            | 24,6 %                     | 28,7 %                   | 23,2 %                    |
| Répartition des emplois par secteurs d’activités en 2006.             |              |                                           |                                                   |                            |                          |                           |
|                                                                       | Agriculture  | Industrie                                 | Construction                                      | Commerce                   | Services aux entreprises | Services aux particuliers |
| Canton de Bièvres                                                     | 1,8 %        | 9,5 %                                     | 5,9 %                                             | 11,9 %                     | 38,3 %                   | 5,2 %                     |
| Département de l’Essonne                                              | 0,8 %        | 11,5 %                                    | 6,1 %                                             | 15,4 %                     | 18,8 %                   | 6,4 %                     |
| Moyenne nationale                                                     | 3,5 %        | 15,2 %                                    | 6,4 %                                             | 13,3 %                     | 13,3 %                   | 7,6 %                     |
| Sources : Insee,                                                      |              |                                           |                                                   |                            |                          |                           |

## Pour approfondir

## Sources
1. ↑  Fiche multicommunale d’occupation des sols en 2008 sur le site de l’Iaurif. Consulté le 20/11/2010.
2. ↑  Structure de la population du canton de 1968 à l'année de la dernière population légale connue
3. ↑  Fiches Insee - Populations légales du canton pour les années 2006, 2011, 2012
4. ↑  Pyramide des âges cantonale 2009 sur le site de l’Insee. Consulté le 08/07/2012.
5. ↑  Pyramide des âges de l’Essonne en 2009 sur le site de l’Insee. Consulté le 07/07/2012.
6. ↑  JO du 22/07/1967 sur le site legifrance.gouv.fr Consulté le 01/01/2009.
7. ↑  Résultats de l’élection cantonale 1994 sur le site du Figaro. Consulté le 21/10/2009.
8. ↑  Résultats de l’élection cantonale 2001 sur le site du ministère de l’Intérieur. Consulté le 17/05/2009.
9. ↑  Résultats de l’élection cantonale 2008 sur le site du ministère de l’Intérieur. Consulté le 17/05/2009.
10. ↑  Rapport statistique cantonal sur le site de l’Insee. Consulté le 28/04/2010.
11. ↑  Rapport statistique départemental sur le site de l’Insee. Consulté le 16/08/2009.
12. ↑  Rapport statistique national sur le site de l’Insee. Consulté le 05/07/2009.